# Red Savina
A Red Savina egy erőspaprika, a Habanero (Capsicum chinense Jacquin) egyik alfajtája. Ez volt a legcsípősebb csilipaprika a világon 1994 és 2006 között. Véletlenszerűen fedezték fel, amikor Frank Garcia kaliforniai gazdálkodó, aki habanerókat termesztett, olyan fényes vörös színű paprikát talált, amely a narancssárga társaitól eltért. Megtartotta, szaporította, és elkezdte saját paprikaként eladni. A törzset az amerikai kormány növényfajta-oltalmi törvénye védi, biztosítva annak sok generációra visszanyúló eredetét.

## Leírása
A Red Savina tipikusan 5x3,5 cm-es termést hoz, amit a termesztők általában enyhén ráncos felületű, lampionra emlékeztető külsejűnek írnak le. A habaneróhoz képest a Red Savina sötétvörös színű, feltehetően annak vörös színű mutációjának szelektív szaporítása útján alakult ki.

## Erőssége
A Red Savina tartotta 1994 és 2006 között a világ legerősebb paprikájának Guinness-rekordját, míg a naga jolokia meg nem előzte. A Scoville-skálán 350.000 és 577.000 SHU közötti értékeket produkálónak írták le, ám az Új-mexikói Egyetem kutatócsoportjának elemzései szerint a Red Savina átlagosan 248.556 SHU értéket produkál, laboratóriumi körülmények között pedig a maximum 500.000 SHU volt. Viszonyításképpen: az átlagos habanero 200.000 SHU közötti értéket mutat, a naga jolokia kb. 1 milliót.

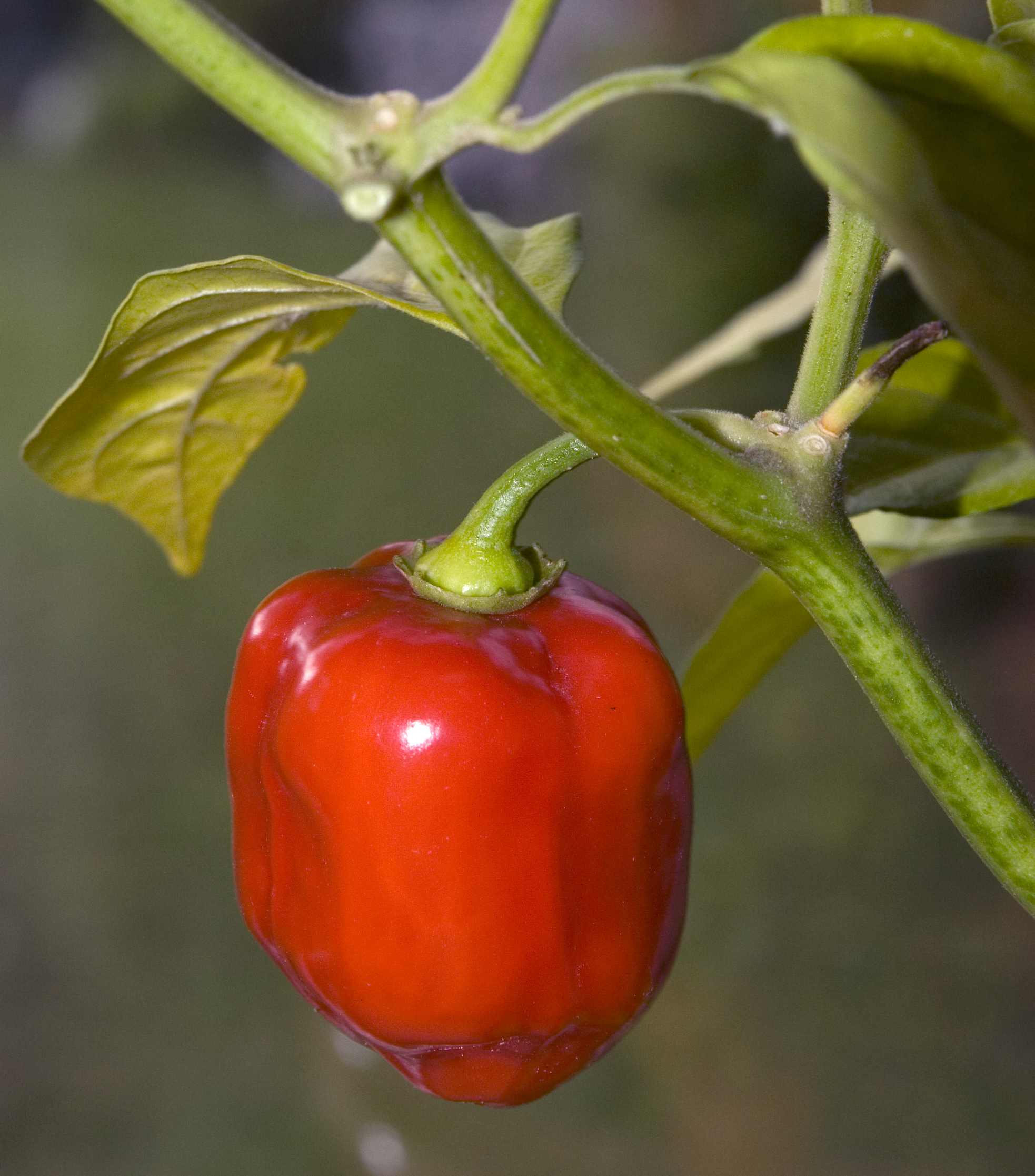
Red Savina

## Külső hivatkozások
- Red Savina Archiválva 2020. június 22-i dátummal a Wayback Machine-ben bei chilis.scovillejunkies.de (németül)

1. ↑  http://www.ars-grin.gov/cgi-bin/npgs/html/showpvp.pl?pvpno=9200255
2. ↑  tcwehner: Vegetable Cultivar Descriptions for North America – Pepper (M-Z) – Cucurbit Breeding (amerikai angol nyelven). (Hozzáférés: 2022. május 24.)
3. ↑  Archivált másolat. [2021. június 19-i dátummal az eredetiből archiválva]. (Hozzáférés: 2022. május 24.)
4. ↑  Hottest chilli pepper (brit angol nyelven). Guinness World Records. (Hozzáférés: 2022. május 24.)